# Bond Glacier
Bond Glacier är en glaciär i Antarktis. Den ligger i Östantarktis. Australien gör anspråk på området. Bond Glacier ligger 642 meter över havet.
Terrängen runt Bond Glacier är platt. Trakten är obefolkad. Det finns inga samhällen i närheten.